# جيري جونسون
جيري جونسون (بالإنجليزية: Jerry Johnson)‏ هو سياسي أمريكي، ولد في 23 نوفمبر 1942 في هولدريج في الولايات المتحدة.

## وصلات خارجية
- الموقع الرسمي